# Carnoviste
Carnoviste (1825 circa – 1876) era un condottiero e capo indiano della divisione Apache Mescalero (Sehende), appartenente alla sottodivisione Guadalupe.

## Biografia
Carnoviste, già esperto scorridore cresciuto alla scuola della precedente generazione di capi Mescalero (e, probabilmente, in particolare di Marco, capo principale dei Guadalupe Mescalero), si affermò come capo della sua banda, presumibilmente appartenente alla sottodivisione Guadalupe dei Mescaleros meridionali, all'inizio del decennio 1860, nel concitato periodo della Guerra di secessione americana e della rincorsa fra le offerte degli Unionisti e dei Confederati che si contendevano il sud-ovest e la strumentale alleanza con le locali popolazioni autoctone, mentre i consanguinei Mescaleros settentrionali subivano l'impatto peggiore dell'invasione da parte delle truppe del gen. James H. Carleton, meno propense ad avventurarsi nell'aspro territorio del Big Bend texano. Finita la "Guerra di Secessione" e ripristinato il controllo militare statunitense nel sud-ovest, le scorrerie degli Apache proseguirono sia verso est, oltre il Rio Pecos, sia verso ovest, oltre il Rio Grande, e nell'estate 1867 il 9º Cavalleria fu inviato a prendere possesso del territorio compreso tra il Pecos e il medio corso del Rio Grande, rioccupando e ricostruendo nel luglio Fort Stockton e Fort Davis, lungo la "Lower Road" fra San Antonio ed El Paso, nel cuore del dominio dei Guadalupe e Limpia Mescalero fra i quali avevano ormai consolidato prestigio e seguito Carnoviste e Alsate; nel dicembre 1867, per esempio, una banda di più di 100 guerrieri Mescalero (Guadalupe e/o Limpia) attaccò la diligenza San Antonio - El Paso a sud-est di El Paso, uccidendo un soldato di scorta, e inseguendo la diligenza fino a Eagle Springs Station, dove fu respinta dall'intervento di un reparto dello stesso 9º Cavalleria. Nel maggio 1870, nella zona di Fort Mason, un gruppo di scorridori Mescalero al comando di Carnoviste e del suo sottocapo Chivat (quest'ultimo probabilmente di origine Lipan), razziò la fattoria Lehmann, rapendo i fratelli Hermann (che fu adottato dallo stesso Carnoviste) e Willie (che riuscì a fuggire durante l'inseguimento da parte dei Texas Rangers).
Approssimativamente nel 1874, Carnoviste (la cui banda era stata ripetutamente assalita e decimata dai Comanche) convocò un concilio tra gli Apache del New Mexico, e Victorio convinse i presenti (oltre a bande di Mimbreños, bande di Mescaleros - tra le quali la banda Chisos Limpia capeggiata da Alsate e verosimilmente le bande Sacramento guidate da Caballero e da San Juan -, e i Lipans guidati dal capo Avispa Colorada, quest'ultimo forse da identificarsi con Colorado, il sottocapo di origine Lipan associato alla banda Mescalero di Alsate) a inviare messaggeri di pace ai Comanche e a stipulare con questi un'alleanza, alla quale due mesi più tardi aderirono anche i Kiowa, per resistere insieme contro i bianchi.
Nella primavera 1874, come molte altre bande Apache ancora libere, anche la banda di Carnoviste, braccata da soldati e rurales, si era rifugiata in Messico per qualche tempo, poi, ripassato il confine, fu catturata dai "Soldati Bisonte" del 10º Cavalleria; fuggiti dalla riserva, gli Apache, sfiniti da una pestilenza che aveva causato la morte di 20 persone in tre giorni, ripararono nuovamente in Messico sfuggendo alla sorveglianza dei "Soldati Bisonte", poi, assaliti e inseguiti dai soldati messicani, ancora una volta Carnoviste e i suoi dovettero guadare il Rio Grande per rientrare in Texas, ma, appena guadato il fiume, gli Apache furono attaccati dalla cavalleria USA, perdendo 62 di loro fra guerrieri e non combattenti prima di riuscire a sganciarsi e trovare un rifugio nel territorio tra il Rio Grande e il Pecos. Dopo qualche scorreria fortunata nella primavera-estate 1875, la gente di Carnoviste, braccata dei Texas Rangers, andò a Fort Sill e lì si arrese; poco dopo, per non consegnare ai soldati il prigioniero bianco (Herman Lehmann) che aveva adottato come figlio, Carnoviste lasciò la riserva, ma ben presto la fame costrinse gli Apache a consegnarsi a Pinos Blancos, nel New Mexico, dove i 70 superstiti si arresero per l'ultima volta (probabilmente verso la fine del 1875); non molto tempo dopo (primavera 1876)  Carnoviste fu ucciso da alcuni ribelli appartenenti alla sua stessa banda, e il suo fedele luogotenente, Chivat, divenne il capo di quanto restava del gruppo; l'uccisore di Carnoviste fu ucciso dallo stesso Indot, cioè il giovane Lehmann, che si trovò costretto a lasciare la tribù per evitare la vendetta della fazione avversa.